# Sexta Batalha do Isonzo
A Sexta Batalha do Isonzo (ou Batalha de Gorizia) foi um grande combate travado entre o Reino de Itália e o Império Austro-Húngaro, no contexto do fronte italiano na Primeira Guerra Mundial, entre 6 e 17 de agosto de 1916. É considerada a mais bem sucedida ofensiva italiana ao longo do rio Isonzo feita durante a guerra.

## Prelúdio
O marechal Franz Conrad von Hötzendorf havia movido boa parte das tropas austro-húngaros que estavam estacionadas ao longo do Soča (rio Isonzo) para reforçar suas tropas que estavam atacando Trentino. O comandante italiano Luigi Cadorna usou muito bem as suas ferrovias e moveu milhares de soldados de Trentino até o Isonzo para lançar uma nova ofensiva contra as enfraquecidas defesas austro-húngaras por lá.

## A batalha
Em 6 de agosto de 1916, os italianos lançaram uma grande ofensiva para tomar a importante cidade de Gorizia. O plano de ataque concentrava as ações na área montanhosa a oeste do rio Soča (Isonzo), próximo de Gorizia, no canto mais a oeste do planalto Cársico próximo a Doberdò del Lago. Na batalha de Doberdò, os italianos conseguiram tomar as ferrovias que iam da cidade costeira de Duino até Gorizia, assim assegurando a ofensiva ao sul desta cidade. Os austro-húngaros tiveram de recuar até o monte Škabrijel, abandonando suas posições e fugindo para o vale de Vallone, uma posição mais defensável.
Em 8 de agosto, a cidade de Gorizia foi tomada pelas forças de Cadorna e uma posição avançada italiana foi finalmente estabelecida além do rio Isonzo. Os austro-húngaros então enviaram reforços para o setor de Gorizia para impedir que a linha defensiva fosse definitivamente rompida.
Com Gorizia finalmente sendo conquistada após inúmeras batalhas, o marechal Cadorna se deu por satisfeito e encerrou a ofensiva em 17 de agosto de 1916.

## Consequências
O ataque contra Gorizia foi a mais bem sucedida ofensiva italiana ao longo do Isonzo feita durante a primeira grande guerra e melhorou o enfraquecido moral dos italianos. Animado, o governo da Itália decidiu finalmente declarar guerra a Alemanha, em 28 de agosto.
Anos mais tarde, historiadores afirmam que, talvez, a batalha por Gorizia (onde mais de 21 000 italianos foram mortos) tenha sido menos importante que o projetado, sem impactos definitivos no quadro geral da guerra no fronte italiano. Ainda assim, estudiosos dizem que esta vitória foi provavelmente o único triunfo significativo de Cadorna durante o conflito. Na realidade, os austríacos, que tinham poucas tropas na região (tendo que lutar em duas frentes), recuaram para o território esloveno enquanto o marechal Cadorna sacrificava milhares de soldados em tentativas fúteis de tomar as cidades de Ljubljana e Trieste. Os austro-húngaros, que estavam mais bem equipados que seus inimigos, preferiram preservar suas forças e consolidaram posições defensivas. Os generais italianos, em uma tentativa de superar seu problema de má qualidade dos equipamentos de suas tropas, preferiam lançar grandes ofensivas em ondas, contando com grandes números. Tais ofensivas terminavam em milhares de mortos ou feridos.
Outro ponto negativo desta vitória foi a quantidade de vidas sacrificadas para conseguir um triunfo que, no final, acabou não sendo tão significativo, com o alto-comando italiano não explorando tanto esta vitória. No total, os italianos perderam mais que o dobro de soldados que os austríacos. Ainda assim, os italianos saudaram a conquista de Gorizia como um grande feito e a posição de Luigi Cadorna como marechal da Itália estava segura.